# Katja Bahlmann

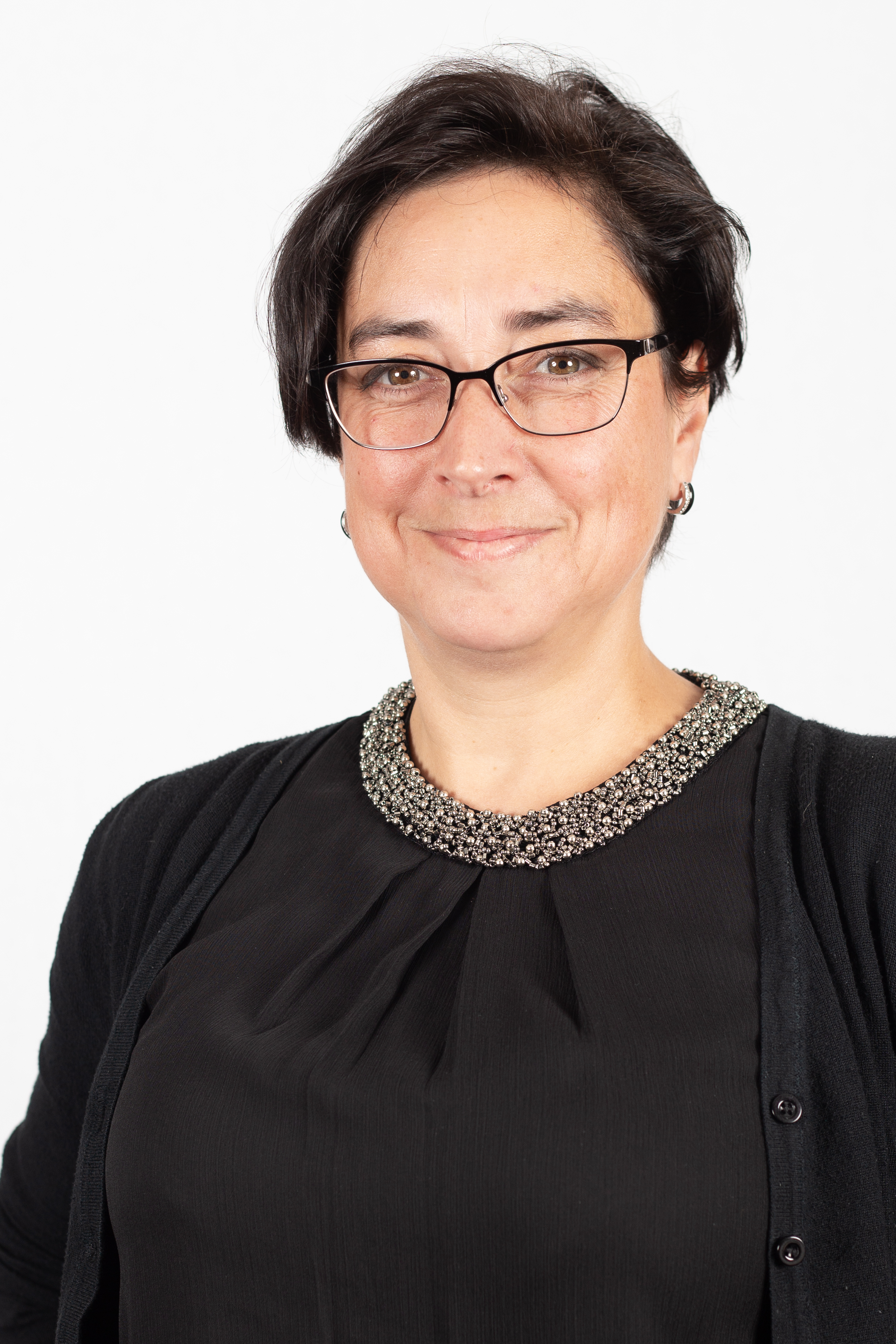
Katja Bahlmann 2018

Katja Wendland, geborene Bahlmann, (* 7. Februar 1976 in Zeitz) ist eine deutsche Politikerin (BSW, bis 2023 Die Linke). Sie war von 2017 bis 2021 Abgeordnete im Landtag von Sachsen-Anhalt. Seit 2024 ist sie Landesgeschäftsführerin des BSW Sachsen-Anhalt.

## Leben
Bahlmann absolvierte nach der mittleren Reife eine Berufsausbildung zur Kauffrau für Bürokommunikation. 2010 begann sie einen Fernlehrgang zur Wirtschaftsfachwirtin, den sie 2012 erfolgreich abschloss.
Bahlmann war beruflich zunächst im Sekretariatsbereich in verschiedenen Unternehmen tätig. Von 2002 bis 2005 arbeitete sie als Büroleiterin für die Landtagsabgeordnete Ria Theil, danach bis 2017 für den Bundestagsabgeordneten Roland Claus.

## Partei und Politik
Bahlmann gehörte der Partei Die Linke seit 2001 an, seit 2015 als Kreisvorsitzende im Burgenlandkreis. Sie hatte von 1999 bis 2004 und erneut von 2014 bis 2017 einen Sitz im Gemeinderat von Droyßig inne, von 2004 bis 2012 im Kreistag des Burgenlandkreises. Im Oktober 2017 rückte sie für den ausgeschiedenen Abgeordneten Matthias Höhn in den Landtag von Sachsen-Anhalt nach. Dem 2021 gewählten Landtag gehört sie nicht mehr an.
Im Burgenlandkreis initiierte Wendland eine Petition und Kundgebungen gegen die Schließung des Zeitzer Krankenhauses.
Im Oktober 2023 trat sie aus der Partei Die Linke aus. Sie begründete diesen Schritt mit mittlerweile großen inhaltlichen Differenzen und der Benachteiligung des ländlichen Raumes durch ihre ehemalige Partei.
Im Januar 2024 trat sie dem Bündnis Sahra Wagenknecht bei. Zur Kreistagswahl und Stadtratswahl am 9. Juni 2024 ist sie Kandidatin des BSW-Ablegers „Bürger für soziale Gerechtigkeit Burgenlandkreis“. Im September 2024 wurde sie auf dem Gründungsparteitag des BSW-Landesverbandes Sachsen-Anhalt zur Landesgeschäftsführerin gewählt.